# HD 210056
HD 210056 eller HR 8432 är en ensam stjärna belägen i den norra delen av stjärnbilden Oktanten. Den har en skenbar magnitud av ca 6,13 och är mycket svagt synlig för blotta ögat där ljusföroreningar ej förekommer. Baserat på parallax enligt Gaia Data Release 3 på ca 11,17 mas, beräknas den befinna sig på ett avstånd på ca 292 ljusår (90 parsek) från solen. Den rör sig bort från solen med en heliocentrisk radialhastighet på ca 24 km/s. Eggen (1993) listade den som medlem av den äldre diskpopulationen i Vintergatan. På dess nuvarande avstånd är ljusstyrkan hos HD 210056 minskad med 0,2 magnitud på grund av interstellärt stoft.  

## Egenskaper
HD 210056 är en orange till röd jättestjärna av spektralklass K0 III, Den har en massa som är lika med ca 1,6 solmassa, en radie som är ca 7,7 solradier och utsänder energi från dess fotosfär motsvarande ca 30 gånger solen vid en effektiv temperatur av ca 4 850 K. Stjärnan har omkring 90 procent av solens metallicitet, som anger halten av element tyngre än helium.